# 129335 Edwardlittle
129335 Edwardlittle este o planetă minoră (asteroid) din centura de asteroizi. A fost descoperită pe 23 octombrie 2005 la Catalina Station⁠(d) de Catalina Sky Survey. 
Obiectul prezintă o orbită caracterizată de o semiaxă mare de 2,2274436525567 UAi, o excentricitate de 0,16, o înclinație de 5,6 ° în raport cu ecliptica.